# خوردژ
خوردژ (به لاتین: Khveredzh) یک منطقهٔ مسکونی در روسیه است که در شهرستان کوراخسکی واقع شده‌است.